# إمبراطورية الممر
إمبراطورية الممر (بالإنجليزية: Boardwalk Empire) هو مسلسل دراما جريمة أمريكي من تأليف تيرينس فينتر وبطولة ستيف بوشيمي، مايكل بيت، كيلي ماكدونالد، مايكل شانون، شيا ويجهام، الكسا بالادينو ومايكل ستولبارغ.عرض الموسم الأول على قناة إتش بي أو في 19 سبتمبر 2010 وأستمر حتى الموسم الخامس.

## روابط خارجية
إمبراطورية الممر على موقع IMDb (الإنجليزية)
- إمبراطورية الممر على موقع ميتاكريتيك (الإنجليزية)
- إمبراطورية الممر على موقع الموسوعة البريطانية (الإنجليزية)
- إمبراطورية الممر على موقع روتن توميتوز (الإنجليزية)
- إمبراطورية الممر على موقع كينوبويسك (الروسية)
- إمبراطورية الممر على موقع ألو سيني (الفرنسية)
- إمبراطورية الممر على موقع قاعدة بيانات الفيلم (الإنجليزية)